# Ire législature d'Espagne
La Ire législature d'Espagne (en espagnol : i legislatura de España) est un cycle parlementaire de trois ans des Cortes Generales, ouvert le 23 mars 1979, à la suite des élections générales du 1er mars 1979, et qui s'est terminé le 31 août 1982 à la suite de la dissolution des deux chambres par le roi Juan Carlos Ier en vue des élections générales anticipées du 28 octobre 1982 pour la constitution de la IIe législature. Elle a été précédée de la législature constituante.

## Groupes parlementaires

### Congrès des députés
| Nom | Nom                                                                   | Début | Fin | Porte-parole                                                                                      |
| --- | --------------------------------------------------------------------- | ----- | --- | ------------------------------------------------------------------------------------------------- |
|     | Centriste Grupo Parlamentario Centrista                               | 169   | 150 | Antonio Jiménez Blanco Miguel Herrero (18 novembre 1980) Jaime Lamo de Espinosa (3 décembre 1981) |
|     | Socialiste Grupo Parlamentario Socialista del Congreso                | 98    | 94  | Alfonso Guerra Javier Sáenz de Cosculluela (3 novembre 1981)                                      |
|     | Communiste Grupo Parlamentario Comunista                              | 23    | 20  | Jordi Solé Tura                                                                                   |
|     | Socialistes de Catalogne Grupo Parlamentario Socialistes de Catalunya | 17    | 16  | Eduardo Martín Toval Ernest Lluch (23 avril 1980) Josep Verde (3 novembre 1981)                   |
|     | Coalition démocratique Grupo Parlamentario Coalición Democrática      | 9     | 12  | Manuel Fraga                                                                                      |
|     | Minorité catalane Grupo Parlamentario Minoría Catalana                | 9     | 8   | Miquel Roca                                                                                       |
|     | Basque Grupo Parlamentario Vasco (PNV)                                | 7     | 7   | Marcos Vizcaya Retana                                                                             |
|     | Socialiste basque Grupo Parlamentario Socialista Vasco                | 6     | 6   | Txiki Benegas Carlos Solchaga (22 avril 1980)                                                     |
|     | Andalou Grupo Parlamentario Andalucista                               | 5     | 7   |                                                                                                   |
|     | Mixte Grupo Parlamentario mixto                                       | 9     | 25  | Poste tournant                                                                                    |

### Sénat
| Groupe parlementaire | Groupe parlementaire                                                     | Début | Fin | Porte-parole |
| -------------------- | ------------------------------------------------------------------------ | ----- | --- | --- |
|                      | UCD Grupo Parlamentario UCD                                              | 105   | 105 | Francisco Villodres Luis Miguel Enciso (21 décembre 1981) |
|                      | Socialiste Grupo Parlamentario Socialista                                | 42    | 42  | Juan José Laborda |
|                      | Socialiste andalou Grupo Parlamentario Socialista Andaluz                | 22    | 22  | Plácido Fernández José Manuel Duarte (16 avril 1980) José Rodríguez de la Borbolla (18 novembre 1980) Antonio Ojeda (4 juin 1981) Rafael Estrella (9 septembre 1982) |
|                      | Sénateurs nationalistes basques Grupo Parlamentario de senadores vascos  | 12    | 12  | Michel Unzueta Uzcanga |
|                      | Socialiste catalan Grupo Parlamentario Catalunya Démocracia i Socialisme | 9     | 9   | Josep Andreu Abelló |
|                      | Mixte Grupo Parlamentario mixto                                          | 23    | 23  | Poste tournant |

## Bureaux des assemblées

### Congrès des députés
| Poste                    | Titulaire                                                         | Parti | Parti | Circonscription      |
| ------------------------ | ----------------------------------------------------------------- | ----- | ----- | -------------------- |
| Président                | Landelino Lavilla                                                 |       | UCD   | Jaén                 |
| Premier vice-président   | Modesto Fraile Poujade Emilio Attard (22 juin 1982)               |       | UCD   | Ségovie Valence      |
| Deuxième vice-président  | Luis Gómez Llorente                                               |       | PSOE  | Asturies             |
| Troisième vice-président | María Victoria Fernández-España                                   |       | AP    | La Corogne           |
| Quatrième vice-président | Ignacio Gallego Bezares                                           |       | PCE   | Cordoue              |
| Premier secrétaire       | Víctor Carrascal                                                  |       | UCD   | Zamora               |
| Deuxième secrétaire      | María Izquierdo Rojo Leopoldo Torres Boursault (21 novembre 1979) |       | PSOE  | Grenade Guadalajara  |
| Troisième secrétaire     | Soledad Becerril Luis de Grandes (9 février 1982)                 |       | UCD   | Séville Guadalajara  |
| Quatrième secrétaire     | Leopoldo Torres Boursault José Bono (21 novembre 1979)            |       | PSOE  | Guadalajara Albacete |

### Sénat
| Poste                   | Titulaire                                                           | Parti | Parti | Circonscription    |
| ----------------------- | ------------------------------------------------------------------- | ----- | ----- | ------------------ |
| Président               | Cecilio Valverde                                                    |       | UCD   | Cordoue            |
| Premier vice-président  | Juan Carlos Guerra Zunzunegui José Luis López Henares (12 mai 1981) |       | PSOE  | Palencia           |
| Deuxième vice-président | Ramón Rubial                                                        |       | PSOE  | Biscaye            |
| Première secrétaire     | José Luis López Henares Emilio Casals Parral (12 mai 1981)          |       | UCD   | Palencia Tarragone |
| Deuxième secrétaire     | Emilio Casals Parral Luciano Sánchez Reus (12 mai 1981)             |       | UCD   | Tarragone Ségovie  |
| Troisième secrétaire    | Amalia Miranzo Martínez                                             |       | PSOE  | Cuenca             |
| Quatrième secrétaire    | Joaquín Martínez Bjorkman                                           |       | PSOE  | Cordoue            |

## Gouvernement et opposition
| Statut             | Poste                                                         | Titulaire | Titulaire                                                                                         |
| ------------------ | ------------------------------------------------------------- | --- | ------------------------------------------------------------------------------------------------- |
| Gouvernement : UCD | Président du gouvernement                                     | | Adolfo Suárez Leopoldo Calvo-Sotelo (26 février 1982)                                             |
| Gouvernement : UCD | Ministre adjoint pour les Relations avec les Cortes Generales | | Rafael Arias-Salgado                                                                              |
| Gouvernement : UCD | Ministre de la Présidence (18 janvier 1980)                   | José Pedro Pérez-Llorca Rafael Arias-Salgado (3 mai 1980) Pío Cabanillas (27 février 1981) Matías Rodríguez Inciarte (1er septembre 1981) |                                                                                                   |
| Gouvernement : UCD | Porte-parole au Congrès                                       | | Antonio Jiménez Blanco Miguel Herrero (18 novembre 1980) Jaime Lamo de Espinosa (3 décembre 1981) |
| Gouvernement : UCD | Porte-parole au Sénat                                         | | Francisco Villodres Luis Miguel Enciso (21 décembre 1981)                                         |
|                    |                                                               | |                                                                                                   |
| Opposition : PSOE  | Secrétaire général du PSOE                                    | | Felipe González                                                                                   |
| Opposition : PSOE  | Porte-parole au Congrès                                       | | Alfonso Guerra Javier Sáenz de Cosculluela (3 novembre 1981)                                      |
| Opposition : PSOE  | Porte-parole au Sénat                                         | | Juan José Laborda                                                                                 |

### Investiture d'Adolfo Suárez
Le 30 mars 1979, le candidat proposé par le roi, Adolfo Suárez, se soumet à un débat d'investiture. Sa candidature est acceptée, à la majorité absolue, lors du premier vote.
| Candidat            | Date                                    | Vote       |     |      |     |    |     |    |    |     |    |     |    |     |     |     | Résultat  |
| Candidat            | Date                                    | Vote       | UCD | PSOE | PCE | AP | CiU | UN | PA | PNV | HB | ERC | EE | UPC | PAR | UPN | Résultat  |
| Adolfo Suárez (UCD) | 30 mars 1979 (majorité absolue requise) | Oui        | 168 |      |     | 8  |     |    | 5  |     |    |     |    |     | 1   | 1   | 183 / 350 |
| Adolfo Suárez (UCD) | 30 mars 1979 (majorité absolue requise) | Non        |     | 116  | 23  |    |     | 1  |    | 6   |    | 1   | 1  | 1   |     |     | 149 / 350 |
| Adolfo Suárez (UCD) | 30 mars 1979 (majorité absolue requise) | Abstention |     |      |     |    | 8   |    |    |     |    |     |    |     |     |     | 8 / 350   |
| Adolfo Suárez (UCD) | 30 mars 1979 (majorité absolue requise) | Absents    |     | 5    |     | 1  |     |    |    | 1   | 3  |     |    |     |     |     |           |

### Motion de censure
| Candidat               | Date                                   | Vote       |     |      |     |    |     |    |    |     |    |     |    |     |     |     |    | Résultat  |
| Candidat               | Date                                   | Vote       | UCD | PSOE | PCE | AP | CiU | UN | PA | PNV | HB | ERC | EE | UPC | PAR | UPN | GM | Résultat  |
| Felipe González (PSOE) | 21 mai 1980 (majorité absolue requise) | Oui        |     | 120  | 23  |    |     |    | 5  |     |    | 1   | 1  | 1   |     |     | 1  | 152 / 350 |
| Felipe González (PSOE) | 21 mai 1980 (majorité absolue requise) | Non        | 166 |      |     |    |     |    |    |     |    |     |    |     |     |     |    | 166 / 350 |
| Felipe González (PSOE) | 21 mai 1980 (majorité absolue requise) | Abstention |     |      |     | 9  | 7   | 1  |    |     |    |     |    |     | 1   | 1   | 2  | 21 / 350  |
| Felipe González (PSOE) | 21 mai 1980 (majorité absolue requise) | Absents    |     |      |     |    | 1   |    |    | 7   | 3  |     |    |     |     |     |    |           |

### Investiture de Calvo-Sotelo
Après la démission de Suárez le 29 janvier 1981, le roi charge le président sortant d'expédier les affaires courantes et assurer l'intérim jusqu'à la formation d'un nouvel exécutif. L'UCD propose alors la candidature de Leopoldo Calvo-Sotelo à la présidence du gouvernement. Au premier tour de scrutin, il ne recueille pas la majorité absolue des députés et un second tour de scrutin est organisé le 23 février 1981.
| Candidat                    | Date                                       | Vote       |     |      |     |    |     |    |    |     |    |     |    |     |     |     |    | Résultat  |
| Candidat                    | Date                                       | Vote       | UCD | PSOE | PCE | AP | CiU | UN | PA | PNV | HB | ERC | EE | UPC | PAR | UPN | GM | Résultat  |
| Leopoldo Calvo-Sotelo (UCD) | 20 février 1981 (majorité absolue requise) | Oui        | 165 |      |     | 3  |     |    |    |     |    |     |    |     |     | 1   |    | 169 / 350 |
| Leopoldo Calvo-Sotelo (UCD) | 20 février 1981 (majorité absolue requise) | Non        |     | 117  | 23  |    |     | 1  | 3  | 7   |    | 1   | 1  | 1   |     |     | 4  | 158 / 350 |
| Leopoldo Calvo-Sotelo (UCD) | 20 février 1981 (majorité absolue requise) | Abstention |     |      |     | 6  | 9   |    | 1  |     |    |     |    |     | 1   |     |    | 17 / 350  |
| Leopoldo Calvo-Sotelo (UCD) | 20 février 1981 (majorité absolue requise) | Absents    |     | 2    |     |    |     |    | 1  |     | 3  |     |    |     |     |     |    |           |

Lors du second vote d'investiture, des militaires menés par Antonio Tejero prennent en otage le Congrès des députés et se soulèvent dans la région de Valence conduisant au report du vote au 25 février.
| Candidat                    | Date                              | Vote       |     |      |     |    |     |    |    |     |    |     |    |     |     |     |    | Résultat  |
| Candidat                    | Date                              | Vote       | UCD | PSOE | PCE | AP | CiU | UN | PA | PNV | HB | ERC | EE | UPC | PAR | UPN | GM | Résultat  |
| Leopoldo Calvo-Sotelo (UCD) | 25 février 1981 (majorité simple) | Oui        | 165 |      |     | 9  | 9   |    |    |     |    |     |    |     | 1   | 1   | 1  | 186 / 350 |
| Leopoldo Calvo-Sotelo (UCD) | 25 février 1981 (majorité simple) | Non        |     | 116  | 23  |    |     | 1  | 5  | 7   |    | 1   | 1  | 1   |     |     | 3  | 158 / 350 |
| Leopoldo Calvo-Sotelo (UCD) | 25 février 1981 (majorité simple) | Abstention |     |      |     |    |     |    |    |     |    |     |    |     |     |     |    | 0 / 350   |
| Leopoldo Calvo-Sotelo (UCD) | 25 février 1981 (majorité simple) | Absents    |     | 3    |     |    |     |    |    | 3   |    |     |    |     |     |     |    |           |

## Commissions parlementaires

### Congrès des députés
| Commission                                                | Président                                                                                                  | Parti | Parti | Circonscription                   |
| --------------------------------------------------------- | --- | ----- | ----- | --------------------------------- |
| Commissions permanentes législatives                      | |       |       |                                   |
| Commission constitutionnelle                              | Emilio Attard                                                                                              | UCD   |       | Valence                           |
| Commission des Affaires étrangères                        | Ignacio Camuñas                                                                                            | UCD   |       | Valladolid                        |
| Commission de la Justice                                  | Pío Cabanillas Óscar Alzaga (1er octobre 1980)                                                             | UCD   |       | Ourense Madrid                    |
| Commission de l'Intérieur                                 | Arturo Moya Moreno                                                                                         | UCD   |       | Grenade                           |
| Commission de la Défense                                  | Alberto Oliart Guillermo Medina González (1er avril 1981)                                                  | UCD   |       | Badajoz Séville                   |
| Commission des Finances                                   | Jesús María Viana Santa Cruz Arturo Moya Moreno (6 mai 1980)                                               | UCD   |       | Alava Grenade                     |
| Commission du Commerce et du Tourisme                     | Santiago Rodríguez-Miranda                                                                                 | UCD   |       | Îles Baléares                     |
| Commission de l'Économie                                  | Juan Antonio Gómez Angulo                                                                                  | UCD   |       | Almería                           |
| Commission des Budgets                                    | Francisco Fernández Ordóñez Santiago Rodríguez-Miranda (9 octobre 1980) José Pujadas Domingo (3 mars 1982) | UCD   |       | Saragosse Îles Baléares Barcelone |
| Commission de l'Éducation                                 | José Luis Álvarez Miguel Herrero (26 juin 1980)                                                            | UCD   |       | Madrid                            |
| Commission de l'Enseignement supérieur et de la Recherche | Carmela García-Moreno Teixeira                                                                             | UCD   |       | Madrid                            |
| Commission de la Culture                                  | María Teresa Revilla López                                                                                 | UCD   |       | Valladolid                        |
| Commission du Travail                                     | José María Martín Oviedo                                                                                   | UCD   |       | Ávila                             |
| Commission de la Santé et de la Sécurité sociale          | Enrique Sánchez de León                                                                                    | UCD   |       | Badajoz                           |
| Commission de l'Industrie et de l'Énergie                 | Rodolfo Martín Villa Juan Antonio Gómez Angulo (23 octobre 1980)                                           | UCD   |       | León Almería                      |
| Commission des Transports et des Communications           | Antonio de Senillosa Cros                                                                                  | AP    |       | Barcelone                         |
| Commission des Travaux publics et de l'Urbanisme          | Jaime Tejada Lorenzo                                                                                       | AP    |       | Ourense                           |
| Commission de l'Agriculture                               | Justo de las Cuevas González                                                                               | UCD   |       | Cantabrie                         |
| Commission de l'Administration territoriale               | Juan Manuel Reol Tejada                                                                                    | UCD   |       | Burgos                            |
| Commission de la Présidence                               | Antón Cañellas Enrique de la Mata (23 avril 1980)                                                          | UCD   |       | Barcelone Teruel                  |
| Commissions permanentes non législatives                  | |       |       |                                   |
| Commission du Règlement                                   | Landelino Lavilla                                                                                          | UCD   |       | Jaén                              |
| Commission des Incompatibilités                           | Antonio Faura Sanmartín                                                                                    | UCD   |       | Tarragone                         |
| Commission des Pétitions                                  | José Manuel García-Margallo                                                                                | UCD   |       | Melilla                           |
| Commission des Réclamations                               | José Ramón Pin Arboledas                                                                                   | UCD   |       | Valence                           |

### Sénat
| Commission                                                                             | Président                                                        | Parti | Parti | Circonscription       |
| -------------------------------------------------------------------------------------- | ---------------------------------------------------------------- | ----- | ----- | --------------------- |
| Commissions permanentes législatives                                                   |                                                                  |       |       |                       |
| Commission de l'Agriculture et de la Pêche                                             | Luciano Sánchez Reus                                             | UCD   |       | Ségovie               |
| Commission des Affaires étrangères                                                     | Luis Miguel Enciso Manuel Delgado Sánchez-Arjona (22 avril 1982) | UCD   |       | Valladolid Salamanque |
| Commission de la Constitution                                                          | Manuel Iglesias Corral                                           | UCD   |       | La Corogne            |
| Commission de la Défense nationale                                                     | Alberto Ballarín Marcial                                         | UCD   |       | Huesca                |
| Commission de l'Économie et des Finances                                               | Ubaldo Nieto de Alba                                             | UCD   |       | León                  |
| Commission de l'Éducation et de la Culture                                             | Manuel Broseta Pont                                              | UCD   |       | Valence               |
| Commission de l'Industrie, du Commerce et du Tourisme                                  | David Pérez Puga                                                 | UCD   |       | Pontevedra            |
| Commission de la Justice et de l'Intérieur                                             | Manuel Villar                                                    | UCD   |       | Madrid                |
| Commission des Travaux publics, de l'Urbanisme, des Transports et des Communications   | Emilio Marttín Villa                                             | UCD   |       | León                  |
| Commission de la Présidence et de l'Organisation générale de l'administration publique | José Luis López Henares Alfonso Soriano                          | UCD   |       | Palencia Tenerife     |
| Commission des Budgets                                                                 | Julio Nieves Borrego                                             | UCD   |       | Ségovie               |
| Commission de la Santé et de la Sécurité sociale                                       | Gregorio Toledo Rodríguez                                        | UCD   |       | Grande Canarie        |
| Commission du Travail                                                                  | José Herrero Arcas Manuel Sevilla (21 avril 1982)                | UCD   |       | Albacete Cuenca       |
| Commissions permanentes non législatives                                               |                                                                  |       |       |                       |
| Commission du Règlement                                                                | Carlos Calatayud Maldonado                                       | UCD   |       | Ciudad Real           |
| Commission des Incompatibilités                                                        | Francisco Ruiz Risueño                                           | UCD   |       | Albacete              |
| Commission des Réclamations                                                            | Carlos Blanco-Rajoy                                              | UCD   |       | La Corogne            |
| Commission des Pétitions                                                               | Carlen Pinedo Sánchez Miguel Sánchez Velázquez (31 mars 1982)    | UCD   |       | Cadix Fuerteventura   |

### Conjointes
| Commission                                       | Président         | Parti | Parti | Circonscription | Chambre |
| ------------------------------------------------ | ----------------- | ----- | ----- | --------------- | ------- |
| Commission sur l'article 74.2 de la Constitution | Landelino Lavilla | UCD   |       | Jaén            | Congrès |